# La Bruixa d'Or

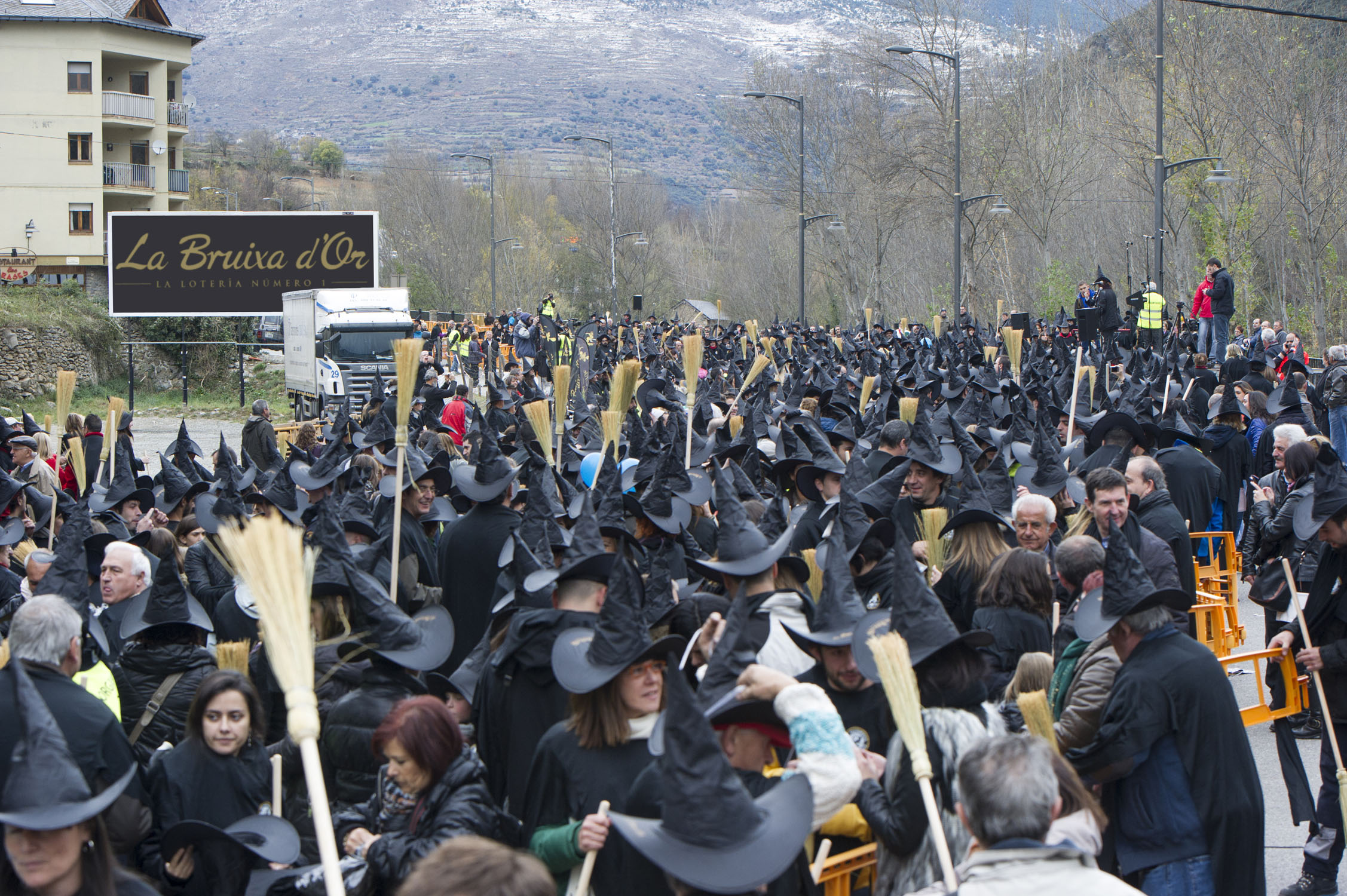
Record Guiness de La Bruixa d'Or

La Bruixa d'Or és una administració de loteria espanyola de la xarxa oficial de sucursals de Loterías y Apuestas del Estado ubicada a Sort, Pallars Sobirà. El 2011 va ser l'administració número 1 en facturació i en venda de bitllets de loteria. L'any 2015 era una administració de loteria capdavantera en vendes per Internet.

## Història

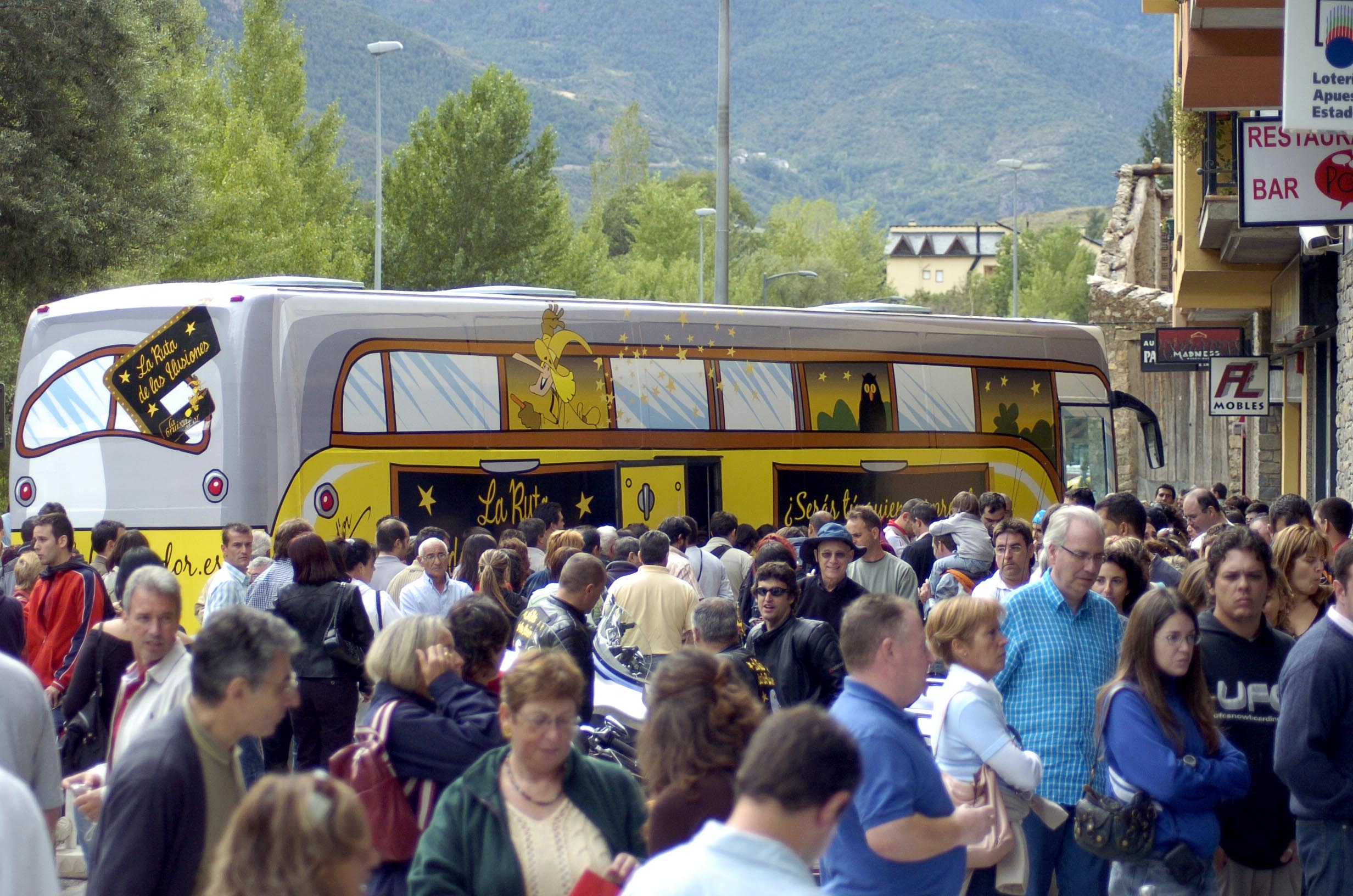
Cues a La Bruixa d'Or

La Bruixa d'Or, inicialment amb altres noms com «Stop» o «Estel», va ser fundada l'any 1986 per Xavier Gabriel a Sort (Lleida).
Des de l'any 1994 ha repartit més de 30 grans premis. Entre ells, destaquen els tres «Grossos» de la Loteria de Nadal i els dos primers premis del Sorteig del "Niño", a més, de molts altres segons, tercers, quarts o cinquens premis. Va ser una de les primeres empreses a incorporar una pàgina web al seu negoci per vendre loteria, el que va repercutir en el gran nombre de bitllets premiats. Ha arribat a lliurar més de quatre milions de dècims, amb més de 13.600 números diferents en un sol sorteig.
Diu la tradició que els compradors de loteria no podien marxar de l'administració sense fregar els seus dècims pel nas o el pal de l'escombra de la bruixa que hi ha just en la porta del local. Aquesta acció és el que portarà la sort a la persona que ha comprat el dècim en qüestió. En 2017 el propietari va tancar l'administració de Sort i es va treslladar a Navarra durant la fuita de seus socials de Catalunya de 2017 derivada del procés independentista català

## Actualitat
La Bruixa d'Or ha diversificat les seves activitats: de ser una administració de loteria ha passat a la promoció i comercialització de productes alimentaris i vitivinícoles fins al patrocini d'equips esportius (per exemple La Bruixa d'Or Manresa de bàsquet o el Girona Futbol Club de futbol) i pilots de carreres.
La Bruixa d'Or té 4 marques, amb una àmplia gamma de productes a través d'una sèrie de mercats, incloent loteria física de tota classe, loteria online, marxandatge oficial, begudes i tot tipus d'aliments.